# Cloeotus latebrosus
Cloeotus latebrosus är en skalbaggsart som beskrevs av Ernst Friedrich Germar 1843. Cloeotus latebrosus ingår i släktet Cloeotus och familjen Hybosoridae. Inga underarter finns listade i Catalogue of Life.